# Монолит
Монолит е геоложка формация (например планина), сграда или паметник, състояща се от едно-единствено масивно парче скала.
Думата произлиза от гръцката дума μονόλιϑος (монолитос), която е съчетание на μόνος („един“ или „единствен“) и λίϑος („камък“).
Пример за геологичен монолит е скалата Улуру (Айърс Рок) в Австралия.
Примери за монументални монолити са обелиските, стелите и някои от отделните камъни в мегалитните паметници.